# Percarina maeotica
Percarina maeotica és una espècie de peix pertanyent a la família dels pèrcids.
Es troba a Ucraïna i Rússia: l'est i el nord-est del mar d'Azov i els deltes dels rius Kuban i Don (tot i que és rar en aquest darrer).
És un peix d'aigua dolça i salabrosa, bentopelàgic i de clima temperat.

El mascle pot arribar a fer 10 cm de llargària (normalment, en fa 5,3) i la femella 10,5 (normalment, 6). Tenen el cos pigmentat. Tenen 10-12 radis tous a l'aleta dorsal i 2 espines i 8-11 radis tous a l'anal. El dors i els flancs són de color gris amb nombrosos i petits punts foscos, els quals es fusionen per esdevenir més grans al llarg de la base de les aletes dorsals.
A partir dels 6 mm de llargada menja crustacis planctònics, quan fa entre 16 i 40 mm es nodreix de copèpodes i de Mysida, i a partir del segon any de vida s'alimenta de Knipowitschia longecaudata, Clupeonella cultriventis, cucs bentònics i larves d'insectes.
És depredat per siluriformes, Sander lucioperca i Pelecus cultratus.
Aconsegueix la maduresa sexual en arribar al primer any de vida i es reprodueix, si més no al golf de Taganrog, entre el juny i el juliol. Els ous són alliberats sobre fons fangosos i les larves desclouran al cap de dos dies, les quals romandran al fons al començament i es desplaçaran a la superfície després de quatre dies. Els adults migren a mar obert després de la posta.
És inofensiu per als humans i la seua esperança de vida és de 4 anys en les femelles i de 3 en els mascles.